# Hydriastele chaunostachys
Hydriastele chaunostachys är en enhjärtbladig växtart som först beskrevs av Karl Ewald Maximilian Burret, och fick sitt nu gällande namn av William John Baker och Adrian H.B. Loo. Hydriastele chaunostachys ingår i släktet Hydriastele och familjen Arecaceae. Inga underarter finns listade i Catalogue of Life.